# Rihards Kuksiks
Rihards Kuksiks, né le 17 juillet 1988, à Riga, en République socialiste soviétique de Lettonie, est un joueur letton de basket-ball. Il évolue au poste d'arrière.

## Biographie
En février 2015, Kuksiks signe un contrat avec le BK Nijni Novgorod jusqu'à la fin de la saison 2015-2016.
Le 23 août 2015, il signe un contrat avec l'équipe roumaine de Pitești.
Le 6 novembre 2015, il quitte ce club après avoir signé un contrat avec le club italien Pallacanestro Varese.

## Clubs successifs
- 2011-2012 :  Valencia Basket (Liga ACB)
- 2012-2013 : 
  -  San Sebastián GBC (Liga ACB)
  -  BK Boudivelnyk (Super-Liha)
- 2013-2014 :  VEF Riga (LBL)
- 2014-2015 : 
  -  BK Jekabpils (LBL)
  -  Avtodor Saratov (VTB United League)
  -  BK Nijni Novgorod (VTB United League)
- 2015-2016 :
  -  BCM U Pitesti (Divizia A)
  -  Pallacanestro Varese (LegA)
- 2016-2017 :
  -  BK Ventspils (LBL)
  -  Hermine de Nantes (Pro B)
- 2017-2018 :
  -  KK Nevėžis (LKL)
  -  Victoria Libertas Pesaro (LegA)
- Fev.2018-Mai.2018 :  ALM Évreux Basket (Pro B)

## Palmarès
- Finaliste des playoffs d'accession Pro B 2017
- Champion d'Ukraine 2013.